# Neodythemis takamandensis
Neodythemis takamandensis – gatunek ważki z rodziny ważkowatych (Libellulidae).